# Lagochondria nana
Lagochondria nana – gatunek widłonoga z rodziny Chondracanthidae. Nazwa naukowa tego gatunku skorupiaków została opublikowana w 1988 roku przez biologów Ju-Shey Ho i Masahiro Dojiri.